# Elisabeth Bamberger (Volkswirtin)
Elisabeth Bamberger (* 13. Dezember 1890 in Erding; † 23. September 1984 in München) war eine deutsche Volkswirtin und als Mitbegründerin der Familien-Fürsorge eine Pionierin der Sozialen Arbeit.

## Leben und Wirken
Sie war das älteste von drei Kindern des Amtsrichters Ludwig Bamberger und dessen Ehefrau Maria, geborene Bast. Elisabeth und ihre zwei jüngeren Geschwister wuchsen in einer gut situierten und christlich-liberal geprägten Familie auf, die viel Wert auf Bildung, Kultur, Tradition und soziale Hilfe legte. Als eines der ersten Mädchen im damaligen Königreich Bayern legte sie als Privatschülerin in München an einem Knabengymnasium das Abitur ab. Nach einigen Jahren des Haustochterdaseins studierte sie an der Universität München u. a. Nationalökonomie. 1922 beendete sie ihr Studium mit der Promotion. Das Thema ihrer Dissertation lautete: Die Finanzverwaltung in den deutschen Territorien des Mittelalters (1200-1500). Ihre wissenschaftliche Arbeit wurde mit summa cum laude bewertet.
Nach ihrem Studium trat sie als Oberpflegerin in den Dienst der Stadt München, um dort die Familienfürsorge aufzubauen und zu leiten. Das Konzept der Familienfürsorge strebte die Einheitlichkeit der Wohlfahrtsfürsorge an. Es sollten unnötige Überschneidungen und Doppelbetreuungen von jugendfürsorgerischen, gesundheitlichen und familienpädagogischen, juristischen und wirtschaftlichen Maßnahmen vermieden werden. Daneben unterrichtete sie noch Volkswirtschaft an der Sozial-caritativen Frauenschule, die 1909 von Ellen Ammann ins Leben gerufen wurde. In der Zeit des Nationalsozialismus konnte sie in ihrem Amt bleiben, da Elisabeth Bamberger mit Klugheit und politischer Zurückhaltung ihre Aufgaben erfüllte.
Da sie nicht der NSDAP angehörte, übertrug man ihr 1945 vorerst kommissarisch, die Leitung des Stadtjugendamtes. Sofort begann sie wieder mit dem Auf- und Ausbau der Familienfürsorge. Doch das Misstrauen der amerikanischen Militärregierung hinsichtlich ihrer politischen Vergangenheit führte zu einer Versetzung in untergeordneter Position an die Bezirksregierung von Oberbayern. Im Jahre 1950 wurde Elisabeth Bamberger rehabilitiert und sie leitete bis zu ihrer Pensionierung (1955) das Münchner Stadtjugendamt. In dieser Funktion war sie, bereits seit ihrer kommissarischen Leitung des Stadtjugendamtes, maßgebend am Wiederaufbau des Münchner Waisenhauses beteiligt.
Im Jahre 1949 gründete Elisabeth Bamberger die Fachzeitschrift Unsere Jugend, die heute noch existiert. Des Weiteren engagierte sie sich unter anderem in der Arbeitsgemeinschaft für Jugendhilfe, im Deutschen Verein für öffentliche und private Fürsorge, im Vorstand des Vereins Mutter- und Kinderschutz und des Deutschen Jugendinstituts etc.
1960 wurde Elisabeth Bamberger mit dem Bundesverdienstkreuz I. Klasse geehrt.
Die einstige Heimschule des Amalie-Nacken-Kinderheims in Dachau trug/trägt ihren Namen, die 2011 nach Karlsfeld verlegt wurde. Die Dr.-Elisabeth-Bamberger-Schule wurde 2016 aus finanziellen Gründen verkauft. Seither ist sie nicht mehr in Karlsfeld, sondern in Hebertshausen. Träger der Einrichtung ist das „Franziskuswerk Schönbrunn“.

## Werke
- Um die Familienfürsorge in: Unsere Jugend 1950, S. 327–330
- Die unvollständige Familie in: Sonderdruck aus dem Nachrichtendienst des Deutschen Vereins für öffentliche und private Fürsorge 1954, S. 1–4
- Der Fürsorgezögling und seine Behörden in: Unsere Jugend 1955, S. 197–202
- Deutscher Fürsorgetag in: Unsere Jugend 1955, S. 481–485
- Reform der öffentlichen Erziehungshilfe in: Unsere Jugend 1957, S. 400–406
- Utopie eines Jugendamtes in: Neue Sammlung 1967, S. 453–458